# Момир из Лучице
Момир из Лучице или Момир од Лучице је био српски револуционарни командант, који је учествовао у Првом српском устанку (1804–13).

## Биографија
Рођен је у Лучици, у то време у саставу Пожаревачке нахије у Смедеревском санџаку („Београдски пашалук”).
Био је кнез пре устанка. Придружио се устанку на почетку, 1804. године, и окупио народ у Поморављу и Стигу. Учествовао је у опсади Пожаревца (1804), опседајући град од Мораве до Салаковца. Његов шанац се налазио у Горњој Мали. Момир и Миленко Стојковић очистили су од Османлија јужни део Пожаревачког округа. После ослобођења Пожаревца, Карађорђе га је поставио за кнеза Моравске кнежине.
Пауљ Матејић је испросио руку Момирове кћери за сина Будимира и они се венчавају. Његов син Иво Момировић био је војвода.
Момир је имао дворац у Лучици, ограђен палисадом.
Сматра трећим, после Миленка Стојковића и Петра Добрњца, најзначајнијим револуционаром у Првом српском устанку из пожаревачког краја, по храбрости, угледу и учешћу.